# Майкъл Бонд
Майкъл Бонд (на английски: Michael Bond) е английски писател, автор на бестселъри в жанра детска литература.

## Биография и творчество
Томас Майкъл Бонд е роден на 13 януари 1926 г. в Нюбъри, Бъркшър, Англия. Отраства в Рединг. Учи в католическия колеж „Презентейшън“. На 14 години напуска колежа и отива да работи за една година в адвокатска кантора, а след това постъпва в Би Би Си като като помощник-инженер. През февруари 1943 г. преживява бомбардировка на Рединг. След нея постъпва в Британската армия, където първоначално служи в Кралските военновъздушни сили, но е освободен поради пристъпи на въздушна болест, и служи в пехотата до 1947 г.
Започва да пише през 1945 г., когато е с армията в Кайро, и първият му разказ е публикуван в списание „Лондонско мнение“. След войната продължава да работи за Би Би Си като телевизионен оператор и сценарист, и пише радиопиеси и разкази. През 1967 г. напуска работата си и се посвещава на писателската си кариера.
Първата му книга „Мечето Падингтън“ от едноименната му емблематична поредица е публикувана през 1958 г. Вдъхновение за него му дава на Бъдни вечер 1956 г. малка играчка от прочутия лондонски магазин „Селфридж“. Книгите от поредицата са преведени на 14 езика и са издадени в над 35 милиона екземпляра в над 20 страни по света. Те са екранизирани в множество телевизионни сериали за деца.
Пише също занимателни истории за мишката наречена Четвъртък, за морското свинче Олга да Полга, кръстена на домашния любимец на семейството, мистериозни криминални кулинарни истории за детектива Мосю Памплемаус и неговото вярно куче „Пържени картофки“.
За заслугите си към детската литература през 1997 г. е удостоен с Ордена на Британската империя, а през 2007 г. получава почетната титла „доктор хонорис кауза“ от Университета на Рединг.
Майкъл Бонд живее със семейството си близо до гара „Падингтън“ в Лондон.

## Произведения

### Самостоятелни романи
- The Caravan Puppets (1983)
- The Halloween Performance (1983)

### Серия „Класическите приключения на мечето от Тъмно Перу“ (Paddington Bear)
- A Bear Called Paddington (1958) – с илюстрации от Пеги Фортнъм
Мечето Падингтън, изд.: „Агата-А“ София (2009), прев. Димана Илиева
- More About Paddington (1959) – с илюстрации от Пеги Фортнъм
Отново за Падингтън, изд.: „Агата-А“ София (2010), прев. Димана Илиева
- Paddington Helps Out (1960) – с илюстрации от Пеги Фортнъм
Падингтън идва на помощ, изд.: „Агата-А“ София (2010), прев. Димана Илиева
- Paddington Abroad (1961) – с илюстрации от Пеги Фортнъм
Падингтън в чужбина, изд.: „Агата-А“ София (2011), прев. Димана Илиева
- Paddington at Large (1962)
- Paddington Marches On (1964)
- The Adventures of Paddington (1965)
- Paddington at Work (1966)
- Paddington Goes to Town (1968)
- Best of Paddington Bear (1970)
- Paddington Takes the Air (1970)
- Paddington Takes to TV (1971)
- The Hilarious Adventures of Paddington (1972)
- Paddington's Blue Peter Story Book (1973)
- Paddington On Stage: Plays for Children (1974)
- Paddington on Top (1974)
- The Great Big Paddington Book (1976)
- Fun and Games with Paddington (1977)
- Paddington's Picture Book (1978)
- More Hilarious Adventures of Paddington (1978)
- Paddington Takes the Test (1979)
- Paddington On Screen (1981)
- Paddington's Story Book (1983)
- Paddington at the Zoo (1984) – с илюстрации от Пеги Фортнъм
Падингтън в зоопарка, изд.: „Агата-А“ София (2014), прев. Димана Илиева
- The Great Big Paddington Bear Picture Book (1984)
- The Life and Times of Paddington Bear (1988)
- The Giant Paddington Story Book (1989)
- Paddington Treasury (1989)
- A Jar of Jokes (1992)
- Paddington's Favourite Stories (1992)
- Paddington's Birthday Book (1996)
- Paddington the Artist (1998) – с илюстрации от Пеги Фортнъм
Падингтън художник, изд.: „Агата-А“ София (2014), прев. Димана Илиева
- Learn with Paddington (1999)
- Paddington's Suitcase (omnibus) (2007)
- Paddington Rules the Waves (2008)
- Paddington Here and Now (2008)
- My Book of Marmalade (2008)
- Paddington Pocket Library (2008)
- The Arrival (2009)
- Paddington – King of the Castle (2009)
- Paddington and the Disappearing Sandwich (2009)
- Paddington at the Beach (2009)
- Paddington at the Rainbow's End (2009)
- The Paddington Treasury for the Very Young (2010)
- Paddington (2011)
- Paddington Buggy Book (2011)
- Paddington's London Treasury (2011)
- Paddington Races Ahead (2012)
- A Bear Called Paddington and & Stories (2014)
- Favourite Paddington Stories (2014)
- Love from Paddington (2014)

### Серия „Мишката наречена Четвъртък“ (Mouse Called Thursday)
- Here Comes Thursday (1966)
- Thursday Rides Again (1968)
- Thursday Ahoy! (1969)
- Thursday in Paris (1971)

### Серия „Пърсли“ (Parsley)
- Parsley's Good Deed (1969)
- Parsley's Tail (1969)
- Parsley's Last Stand (1970)
- Parsley's Problem Present (1970)
- Parsley and the Herbs (1971)
- Parsley Parade (1972)
- Parsley the Lion (1972)

### Серия „Олга да Полга“ (Olga Da Polga)
- The Tales of Olga Da Polga (1971)
- Olga Meets Her Match (1973)
- Olga Counts Her Blessings (1975)
- Olga Makes a Friend (1975)
- Olga Makes a Wish (1975)
- Olga Makes Her Mark (1975)
- Olga Takes a Bite (1975)
- Olga's New Home (1975)
- Olga's Second House (1975)
- Olga's Special Day (1975)
- Olga Carries On (1976)
- Olga Takes Charge (1982)
- The First Big Olga Da Polga Book (1983)
- The Second Big Olga Da Polga Book (1983)
- The Complete Adventures of Olga Da Polga (1987)
- The Adventures of Olga Da Polga (1993)
- Olga Moves House (2001)
- The Best of Olga Da Polga (2002)
- Olga Follows Her Nose (2002)
- Olga da Polga (2015)

### Серия „Дж. Д. Полсън“ (J. D. Polson)
- J. D. Polson and the Liberty Head Dime (1980)
- J. D. Polson and the Dillogate Affair (1981)

### Серия „Мосю Памплемаус“ (Monsieur Pamplemousse)
1. Monsieur Pamplemousse (1985)
2. Monsieur Pamplemousse and the Secret Mission (1984)
3. Monsieur Pamplemousse on the Spot (1986)
4. Monsieur Pamplemousse Takes the Cure (1987)
5. Monsieur Pamplemousse Aloft (1989)
6. Monsieur Pamplemousse Investigates (1990)
7. Monsieur Pamplemousse Rests His Case (1991)
8. Mons.Pamplemousse Stands Firm (1992)
9. Monsieur Pamplemousse on Location (1992)
10. Mons Pamplemousse Takes the Train (1993)
11. Monsieur Pamplemousse Afloat (1999)
12. Monsieur Pamplemousse on Probation (2000)
13. Monsieur Pamplemousse on Vacation (2002)
14. Monsieur Pamplemousse Hits the Headlines (2003)
15. Monsieur Pamplemousse and the Militant Midwives (2006)
16. Monsieur Pamplemousse and the French Solution (2007)
17. Monsieur Pamplemousse and the Carbon Footprint (2010)
18. Monsieur Pamplemousse and the Tangled Web (2014)

### Документалистика
- The Pleasures of Paris: A Gastronomic Companion (1987)
- Bears and Forebears: A Life So Far (1996)
- Paddington's Guide to London (2011)
- Paddington's Cookery Book (2011)

### Екранизации
- 1968 The Herbs – автор на сюжета
- 1969 – 1970 Jackanory – ТВ сериал по поредицата на Мечето Падингтън
- 1970 The Adventures of Parsley – ТВ сериал
- 1976 Paddington – ТВ сериал
- 1986 Paddington Goes to School – ТВ филм
- 1989 Paddington Bear – ТВ сериал
- 1997 The Adventures of Paddington Bear – ТВ сериал
- 2014 Падингтън, Paddington – по произведенията
- 2015 – 2016 Paddington 2